# Yannick Weber
Yannick Weber (* 23. září 1988, Morges) je švýcarský hokejový obránce a útočník hrající v týmu ZSC Lions v nejvyšší švýcarské lize NLA.

## Úspěchy

### Individuální úspěchy
- OHL 2. All-Rookie Team – 2006/07
- OHL 2. All-Star Team – 2007/08
- Nejproduktivnější obránce na MSJ – 2008
- AHL All-Rookie Team – 2008/09
- AHL All-Star Classic – 2009

### Kolektivní úspěchy
- Vítězství na MS 18' (D1|A)
- Mistr OHL – 2007/08

## Klubové statistiky
| Sezona     | Klub                | Soutěž     | Základní část | Základní část | Základní část | Základní část | Základní část | Play off | Play off | Play off | Play off | Play off |
| Sezona     | Klub                | Soutěž     | Z             | G             | A             | B             | TM            | Z        | G        | A        | B        | TM       |
| ---------- | ------------------- | ---------- | ------------- | ------------- | ------------- | ------------- | ------------- | -------- | -------- | -------- | -------- | -------- |
| 2005/2006  | SC Langenthal       | NLB        | 28            | 3             | 0             | 3             | 8             | –        | –        | –        | –        | –        |
| 2006/2007  | Kitchener Rangers   | OHL        | 51            | 13            | 28            | 41            | 42            | 9        | 3        | 6        | 9        | 8        |
| 2007/2008  | Kitchener Rangers   | OHL        | 59            | 20            | 35            | 55            | 79            | 17       | 4        | 13       | 17       | 24       |
| 2008/2009  | Hamilton Bulldogs   | AHL        | 68            | 16            | 28            | 44            | 42            | 2        | 0        | 1        | 1        | 10       |
| 2008/2009  | Montreal Canadiens  | NHL        | 3             | 0             | 1             | 1             | 2             | 3        | 1        | 1        | 2        | 0        |
| 2009/2010  | Hamilton Bulldogs   | AHL        | 65            | 7             | 25            | 32            | 58            | 3        | 0        | 0        | 0        | 2        |
| 2009/2010  | Montreal Canadiens  | NHL        | 5             | 0             | 0             | 0             | 4             | –        | –        | –        | –        | –        |
| 2010/2011  | Hamilton Bulldogs   | AHL        | 15            | 8             | 4             | 12            | 10            | –        | –        | –        | –        | –        |
| 2010/2011  | Montreal Canadiens  | NHL        | 41            | 1             | 10            | 11            | 14            | 3        | 2        | 0        | 2        | 0        |
| 2011/2012  | Montreal Canadiens  | NHL        | 60            | 4             | 14            | 18            | 30            | –        | –        | –        | –        | –        |
| 2012/2013  | HC Servette Ženeva  | NLA        | 32            | 5             | 16            | 21            | 40            | –        | –        | –        | –        | –        |
| 2012/2013  | Montreal Canadiens  | NHL        | 6             | 0             | 2             | 2             | 2             | –        | –        | –        | –        | –        |
| 2013/2014  | Utica Comets        | AHL        | 7             | 2             | 5             | 7             | 0             | –        | –        | –        | –        | –        |
| 2013/2014  | Vancouver Canucks   | NHL        | 49            | 6             | 4             | 10            | 16            | –        | –        | –        | –        | –        |
| 2014/2015  | Vancouver Canucks   | NHL        | 65            | 11            | 10            | 21            | 30            | 6        | 0        | 0        | 0        | 12       |
| 2015/2016  | Vancouver Canucks   | NHL        | 45            | 0             | 7             | 7             | 24            | –        | –        | –        | –        | –        |
| 2016/2017  | Nashville Predators | NHL        | 73            | 1             | 7             | 8             | 25            | 22       | 0        | 1        | 1        | 5        |
| 2017/2018  | Nashville Predators | NHL        | 47            | 2             | 3             | 5             | 16            | 4        | 1        | 0        | 1        | 2        |
| 2018/2019  | Nashville Predators | NHL        | 62            | 2             | 6             | 8             | 18            | –        | –        | –        | –        | –        |
| 2019/2020  | Nashville Predators | NHL        | 41            | 1             | 2             | 3             | 14            | 4        | 0        | 0        | 0        | 0        |
| 2020/2021  | Pittsburgh Penguins | NHL        | 2             | 0             | 0             | 0             | 0             | —        | —        | —        | —        | —        |
| 2021/2022  | ZSC Lions           | NLA        | 49            | 3             | 12            | 15            | 36            | 18       | 0        | 3        | 3        | 12       |
| 2022/2023  | ZSC Lions           | NLA        | 52            | 5             | 8             | 13            | 27            | 9        | 0        | 1        | 1        | 6        |
| NHL celkem | NHL celkem          | NHL celkem | 499           | 28            | 66            | 94            | 195           | 42       | 4        | 2        | 6        | 19       |
| AHL celkem | AHL celkem          | AHL celkem | 155           | 33            | 92            | 95            | 110           | 5        | 0        | 1        | 1        | 12       |

### Reprezentační statistiky
| 2005                   | Švýcarsko 18'          | MS 18'                 | 6  | 1 | 0 | 1  | 6  |
| 2006                   | Švýcarsko 18'          | MS 18' (D1\|A)         | 5  | 0 | 2 | 2  | 22 |
| 2006                   | Švýcarsko 20'          | MSJ                    | 6  | 1 | 0 | 1  | 4  |
| 2007                   | Švýcarsko 20'          | MSJ                    | 6  | 1 | 3 | 4  | 10 |
| 2008                   | Švýcarsko 20'          | MSJ                    | 6  | 2 | 4 | 6  | 14 |
| 2009                   | Švýcarsko              | MS                     | 3  | 0 | 0 | 0  | 8  |
| 2010                   | Švýcarsko              | ZOH                    | 5  | 0 | 0 | 0  | 6  |
| 2014                   | Švýcarsko              | ZOH                    | 4  | 0 | 0 | 0  | 2  |
| 2014                   | Švýcarsko              | MS                     | 7  | 3 | 1 | 4  | 4  |
| 2016                   | Švýcarsko              | MS                     | 7  | 1 | 2 | 3  | 4  |
| 2019                   | Švýcarsko              | MS                     | 7  | 0 | 1 | 1  | 18 |
| 2022                   | Švýcarsko              | ZOH                    | 5  | 0 | 1 | 1  | 2  |
| Juniorská reprezentace | Juniorská reprezentace | Juniorská reprezentace | 29 | 5 | 9 | 14 | 56 |
| Seniorská reprezentace | Seniorská reprezentace | Seniorská reprezentace | 38 | 4 | 5 | 9  | 44 |